# Alfredo Mac Kay
Alfredo Mac Kay (fl. XX secolo) è stato un arbitro di calcio argentino.

## Carriera
Esordì in massima serie nella Primera División 1931, la prima edizione professionistica del campionato argentino, organizzata dalla Liga Argentina de Football. In tale competizione diresse per la prima volta il 16 agosto 1931, al 13º turno, arbitrando Quilmes-Platense; al termine del campionato contò 3 presenze. Continuò l'attività a livello nazionale almeno fino al 1939. Nel campionato di quell'anno annullò un calcio di rigore al San Lorenzo; il tiro fu effettuato da Isidro Lángara, ma un suo compagno, l'attaccante Agustín Cosso, entrò nell'area di rigore. Anziché farlo ripetere come prevede il regolamento, Mac Kay assegnò un calcio di punizione alla squadra avversaria, l'Argentino de Quilmes. Continuò l'attività a livello nazionale almeno fino al 1940.